# Гари Спид
Гари Спид (енгл. Gary Speed; Манкот, 8. септембар 1969 — Хантингтон, 27. новембар 2011) је био велшки фудбалер и тренер.
По завршетку играчке каријере, постао је шеф стручног штаба Шефилд јунајтеда да би затим постао селектор Велса. Пронађен је обешен у свом стану 27. новембра 2011. године и верује се да је узрок смрти самоубиство.